# Великий американський пивний фестиваль
Великий американський пивний фестиваль (англ. Great American Beer Festival чи скорочення GABF) — трьоденний пивний фестиваль, який проходить у американському місті Денвер, Колорадо) у другій половині вересня, або на початку жовтня. Щорічно на фестиваль збирається приблизно 50 тисяч туристів з усього світу, щоб скуштувати більш ніж 2 тисячі видів американського пива.

## Історія
Фестиваль був заснований у 1982 році америкаським пивоваром Чарлі Папазяном у місті Боулдер, Колорадо. У першому році 22 пивоварні узяли участь у фестивалі, а вже в 2009 їх було 457.